# 西江寺 (宇和島市)
西江寺（せいごうじ）は、愛媛県宇和島市にある臨済宗妙心寺派の寺院である。山号は佛日山。うわじま新二十四景色の一つで、西江禅寺と言う。

## 特徴
- 1365年に東福寺円爾弁円で聖一国師の法孫悟庵智徹[1]により龍光院の山下に開山、臨済宗東福寺派で、宇和島市の最古の寺院だった[3]。1625年に初代宇和島藩藩主になる伊達秀宗の入国の前に宇和島城の鬼門に当たる現在地の丸穂に移転された。臨済宗妙心寺派の大愚宗築の法嗣であることから妙心寺派に転籍[3]。
- 1945年に戦災で本堂・庫裏などを焼失、山門・鐘楼・閻魔堂が残った[4]。
- 宇和島地方では「えんま様」と呼ばれ、毎年旧暦1月16日にはえんま祭りが行われ[4]、本堂には同市出身の芸術家村上天心（1877年 - 1953年）[5]の彫刻と絵画の作品が公開されている。

## 文化財
- 江戸初期に作られ、枯山水の様式でありながら風光明媚として高く評価されている庭園（通称:鶴亀庭[1]、1950年に愛媛県名勝に指定）や、前原巧山の墓（1974年に宇和島市史跡に指定）がある。